# 徳州市博物館

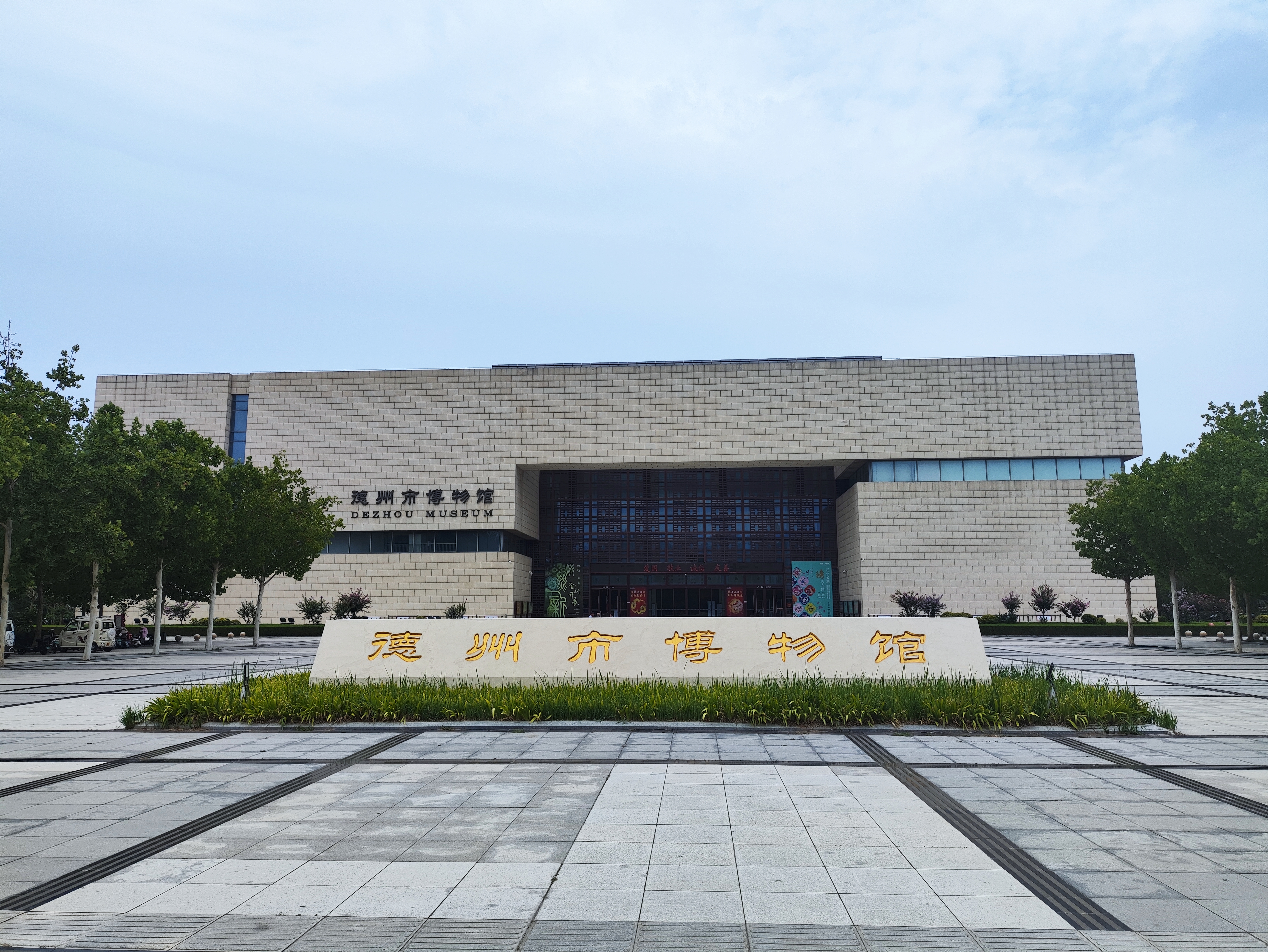

徳州市博物館とは中華人民共和国山東省徳州市にある公立博物館である。徳州市地元の歴史と町の変遷の展示がメインとなる。2024年に中国国立第一級博物館に昇格。美術展示エリアと売店も設置している。